# Pomme de Pain
Pour l’article ayant un titre homophone, voir Pomme de pin.
Pomme de Pain est une chaîne française de restauration rapide proposant une gamme de sandwichs préparés à la commande, salades, boissons chaudes et froides, pâtisseries, viennoiseries et desserts, avec plus de 80 % de recettes réalisées sur place.

## Histoire
Pomme de Pain est né d’une passion et d’un voyage : trois amoureux du goût, Laurent Caraux, Bernard Vaillant et Pierre Truchet, reviennent des États-Unis avec l’idée savoureuse de marier la restauration rapide américaine au savoir-faire culinaire français. Pionnier du sandwich à la française, le concept POMME DE PAIN voit le jour au début des années 80 : une sandwicherie conviviale, généreuse et riche de saveurs.
Depuis plus de 40 ans, la marque enrichit sa gamme, mais surtout met un point d’honneur à sourcer des produits de qualité et labellisés : café et thé Bio, viennoiseries et pains fabriqués avec du blé majoritairement français, comté AOP et la viande de porc, de poulet et de bœuf d’origine France.
En 1980, Pomme de Pain inaugure son premier restaurant rue de Rivoli.
En 1983, C’est au tour de Lyon de nous accueillir.
1988 : Grande avenue oblige : notre restaurant des Champs-Élysées accueille la plus grande équipe du réseau !
1998 : Rachat de Pomme de Pain par le Groupe Elior, spécialisé dans la restauration de concession et les services, et 1ère ouverture sur autoroutes.
2004 : Rachat de Pomme de Pain par le fonds d’investissement Finama.
2005 : Pomme de Pain ouvre son 1er restaurant en franchise, à Paris, boulevard du Montparnasse.
2008 : Première ouverture à l’international, en master franchise, au Maroc.
2012 : Deuxième ouverture en master franchise, en Tunisie.
2014 : Le Groupe agroalimentaire français Soufflet devient notre actionnaire.
2016 : Lancement du concept « LA MAISON DU SANDWICH ».
2021 : Le groupe InVivo mise sur la qualité de notre offre en devenant actionnaire.
2023 : Nouveau concept « RENAISSANCE ».
2023 : La marque est vendue à l’équipe de direction en place, encadrée par l’actuel Directeur Général : Nicolas Papageorgopoulos. De nombreuses évolutions marquent cette année avec l’inauguration d’un tout nouveau modèle de restaurant visible à Boulogne-Billancourt qui marque le renouveau de la marque sur le marché de la restauration rapide.  

## Implantations
Au 31 décembre 2023, le réseau compte au total 108 restaurants.